# 水口街道
水口街道，是中华人民共和国广东省惠州市惠城区下辖的一个乡镇级行政单位。

## 行政区划
水口街道下辖以下地区：
东兴社区、湖溪社区、龙湖社区、湖滨社区、蓬陵村、大和村、澳背村、水口村、上村、姚村、三联村、樟霞村、鹿岗村、张村、洛塘村、联和村、龙津村、新民村、万年村、万卢村和下源村。